# Дейловце
Дейловце или Дейловци (понякога Деловце/Деловци, на македонска литературна норма: Дејловце) е село в Северна Македония, в община Старо Нагоричане.

## География
Селото е разположено в областта Средорек в най-западните склонове на планината Герман.

## История
Селото е споменато като селище, сиреч напуснато село, под името Дейково в Първа Архилевицка грамота от 1354/5 г. като дарение от севастократор Деян в полза на църквата в Архилевица. През 1378-9 г. наследниците на Деян - Йоан и Константин Драгаш - даряват църквата Архилевица с всичките ѝ имоти на манастира Хилендар в Света гора.
В края на ΧΙΧ век Дейловце е българско село в Кумановска каза на Османската империя. Според статистиката на Васил Кънчов („Македония. Етнография и статистика“) от 1900 г. Дѣйловци е населявано от 455 жители българи християни.
Според патриаршеския митрополит Фирмилиан в 1902 година в Делиновце има 4 сръбски патриаршистки къщи. По-късно цялото християнско население на селото е под върховенството на Българската екзархия. По данни на секретаря на екзархията Димитър Мишев („La Macédoine et sa Population Chrétienne“) в 1905 година в Дейловци има 480 българи екзархисти. Според секретен доклад на българското консулство в Скопие всичките 62 къщи в селото през 1904 година под натиска на сръбската пропаганда в Македония признават Цариградската патриаршия.
В учебната 1907/1908 година според Йован Хадживасилевич в селото има патриаршистко училище.
При избухването на Балканската война в 1912 година един човек от Дейловце е доброволец в Македоно-одринското опълчение. След Междусъюзническата война в 1913 година селото остава в Сърбия.
По време на Първата световна война Дейловци е част от Рамновска община и има 426 жители.
Според преброяването от 2002 година селото има 44 жители, всички македонци.

## Личности
Родени в Дейловце
- Божидар (Божин) Трайков Стоянов (1869 - след 1943)[10][11] македоно-одрински опълченец, дошъл от Румъния и служил в 4-та рота на 2-ра скопска дружина;[12][11] на 10 март 1943 година, като жител на Куманово, подава молба за българска народна пенсия,[10] която е одобрена и пенсията е отпусната от Министерския съвет на Царство България[12]